# シキュオーニオイ
『シキュオーニオイ』（希: Σικυῶνιοι, Sikyōnioi）は、古代ギリシアの作家メナンドロスによるギリシア喜劇の1つ。
題名は「シキュオーンの人々（男たち）」の意。単数形の「シキュオーニオス」（希: Σικυῶνιος, Sikyōnios）という題名もよく用いられる。
欠損が激しい。